# سینت المو (آلاباما)
سینت المو (به انگلیسی: St. Elmo) یک منطقهٔ مسکونی در ایالات متحده آمریکا است که در شهرستان موبایل، آلاباما واقع شده‌است. سینت المو ۴۱٫۱۵ متر بالاتر از سطح دریا واقع شده‌است.